# Clemens Crabbeels
Clemens Crabbeels (Lovanio, 1534 circa – 's-Hertogenbosch, 22 ottobre 1592) è stato un vescovo cattolico belga.

## Biografia
Nato intorno al 1534 a Lovanio, studiò nell'Università cittadina. Entrato nella carriera ecclesiastica, nel 1557 fu nominato canonico della collegiata di San Bavone a Gand, divenuta poi cattedrale e sede di diocesi. Nel 1576, alla morte del vescovo Cornelio Giansenio, fu nominato vicario generale della diocesi, ma venne cacciato l'anno successivo a seguito della nascita della Repubblica calvinista di Gand.
Il 10 settembre 1584 venne nominato vescovo di 's-Hertogenbosch da papa Gregorio XIII e fu consacrato il 13 gennaio successivo nella cattedrale di Notre-Dame a Tournai dal vescovo Maximilien Morillon, insieme a Mathieu Moullart e Jean Six come co-consacranti. Mantenne l'incarico fino alla morte, avvenuta nel 1592 a 's-Hertogenbosch e fu sepolto nella cattedrale cittadina.

## Genealogia episcopale
La genealogia episcopale è:
- Cardinale Juan Pardo de Tavera
- Cardinale Antoine Perrenot de Granvelle
- Vescovo Frans van de Velde
- Arcivescovo Louis de Berlaymont
- Vescovo Maximilien Morillon
- Vescovo Clemens Crabbeels